# غراف (لقب ملكي)

صورة للتيويِج، نسخة شعارات النبالة من الكراف.

غراف (مذكر) وغريفن (مؤنث) هو لقب تاريخي للنبلاء الألمان (German nobility)، ويترجم عادة كـ «كونت». يعتبر لقب الوسط بين القاب النبلاء، وغالبا ما يعامل اللقب على أنه يعادل لقب «إيرل» البريطاني (نسختها الأنثوية هي «الكونتيسة»).